# Cerkiew św. Paraskiewy Piątnicy w Czernawczycach
Cerkiew św. Paraskiewy – prawosławna cerkiew parafialna w Czernawczycach. Należy do dekanatu brzeskiego rejonowego eparchii brzeskiej i kobryńskiej Egzarchatu Białoruskiego Patriarchatu Moskiewskiego.

## Historia i opis
Cerkiew zbudowana z drewna jako świątynia unicka prawdopodobnie w 1733. Przebudowana w XIX w. Po likwidacji unii brzeskiej w guberniach zachodnich Imperium Rosyjskiego w 1839 świątynia przeszła pod jurysdykcję Rosyjskiego Kościoła Prawosławnego. Zniszczona w dużej mierze podczas pożaru w 1986. Odbudowana ze zmianami w wyglądzie kopuły (niegdyś barokowej – obecnie ośmiobocznej). Budowla składa się z trzech części: prostokątnego babińca, nawy na planie krzyża i pięciobocznej części ołtarzowej z dwiema niedużymi zakrystiami. Wewnątrz świątyni – XIX-wieczny ikonostas. Obok cerkwi znajduje się dzwonnica.
Cerkiew wpisana na listę dziedzictwa kulturowego i historycznego Republiki Białorusi.